# Futtertier

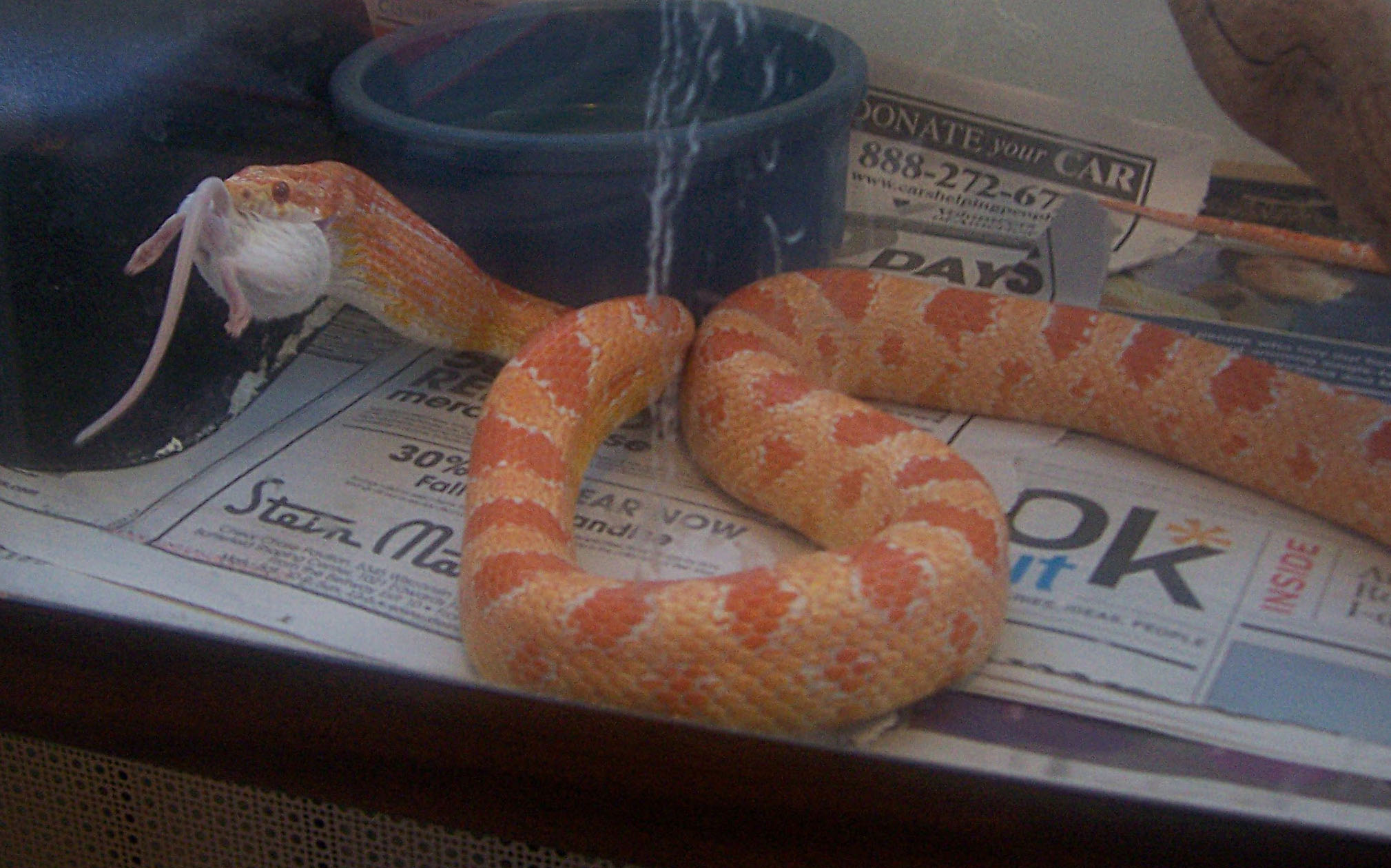
Schlangen, wie diese Kornnatter, bevorzugen in der Regel Lebendfutter, wie diese Maus

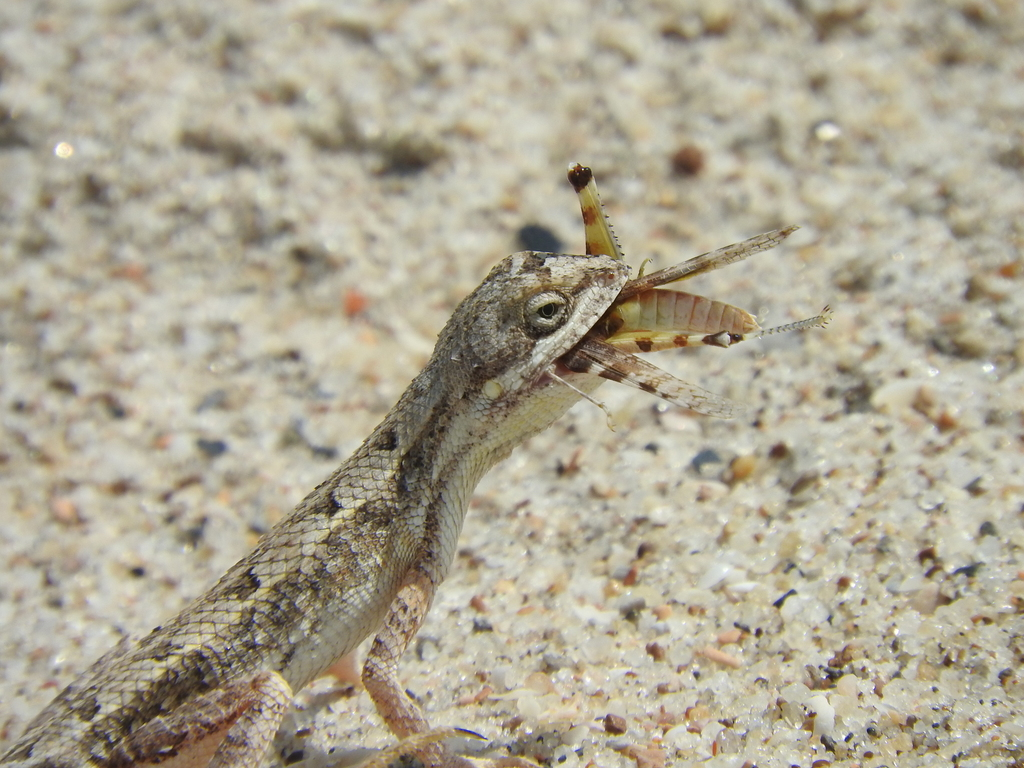
Auch in der Terraristik fressen Agamen gern Grillen und andere Insekten

Nutztiere, die als Futtermittel für vom Menschen gehaltene Tiere gezüchtet werden, werden auch als Futtertiere bezeichnet. Tiermehl kommt bei der Herstellung von Futtermitteln für Heimtiere sowie für Pelz- oder Zootiere, während der Einsatz von Fischmehl insbesondere in der Aquakultur weit verbreitet ist.
Auch bei Futtertieren sind (regional unterschiedliche) Bestimmungen einzuhalten, die im Rahmen des Tierschutzrechts vorschreiben, wie ihre Zucht, Haltung, Tötung und Verfütterung rechtskonform erfolgt.

## Verwendete Futtertiere nach Einsatzgebiet
Je nach Tierart werden hierfür entweder Futterinsekten, Weichtiere oder Wirbeltiere verwendet. Diese werden in einer Futtertierzucht entweder vor Ort gezüchtet (was sich insbesondere bei Insekten anbietet) oder als Lebendfutter bzw. tiefgekühlt in Zoofachgeschäften oder online angeboten.
Insbesondere Insekten kommen mittlerweile auch als proteinreicher Bestandteil von Vogelfutter sowie von Hunde- und Katzenfutter zum Einsatz.
Bei Futtertieren wird unterschieden, ob diese als Lebendfutter, tot (im Ganzen), tiefgekühlt (ebenfalls am Stück) oder als integrierte Zutat von Futtermischungen, entweder ganz oder zerkleinert (als Pellet oder Futterflocken) verfüttert werden.

## Für Fische und Krebstiere

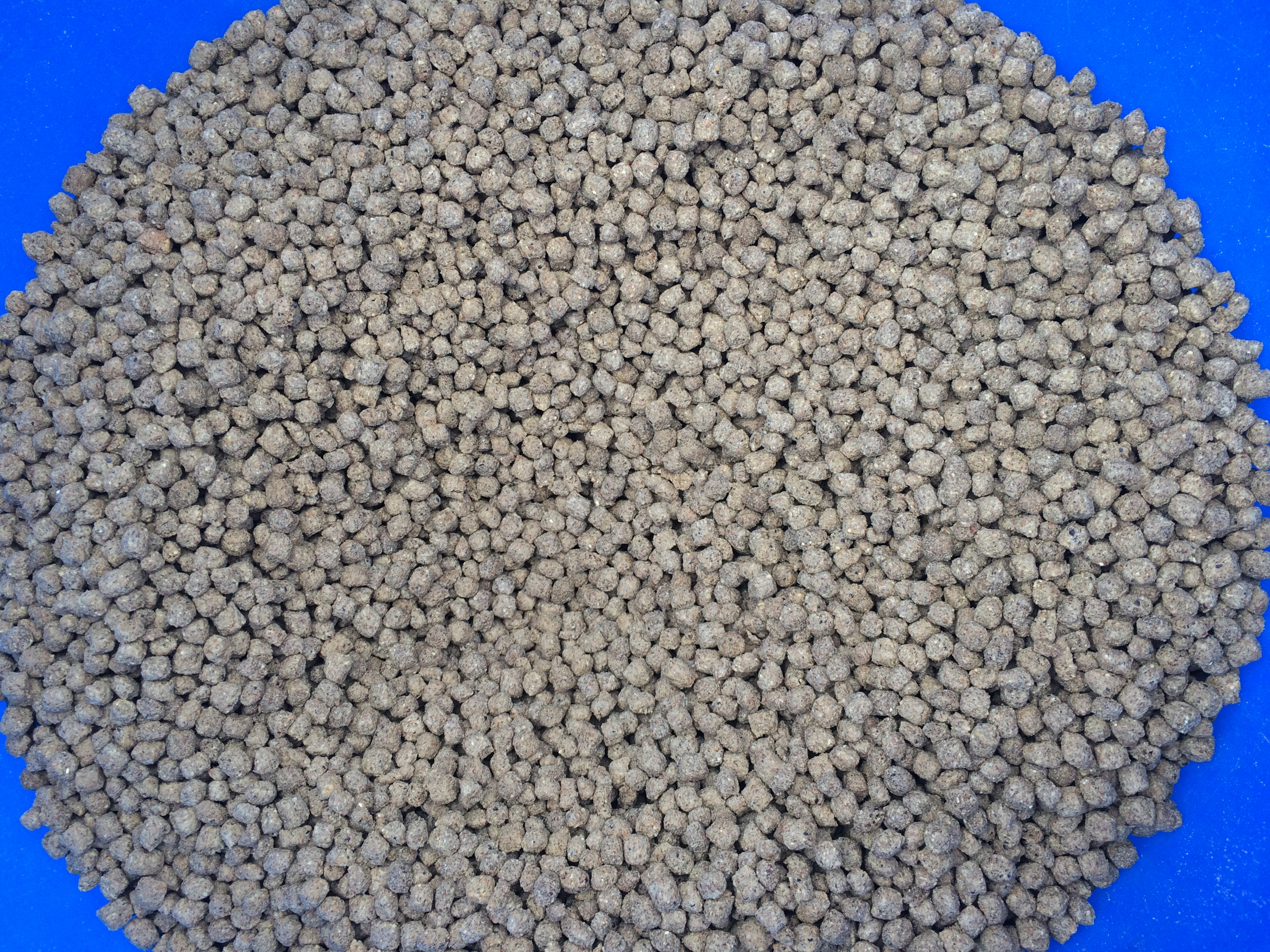
Fischfutterpellets enthalten oft Fischmehl oder Fischöl

In diesem Bereich machen Betriebe, die Fische oder Krebstiere in Aquakultur züchten, mengenmäßig den größten Anteil aus. Um ihren Bedarf zu decken, verwenden viele Betriebe industriell produzierte Pellets, da diese sich gut lagern und dosieren lassen und eine gleichbleibende Qualität aufweisen.

### Aquakultur
Bei der industriellen Zucht von Speisefisch und Meeresfrüchten werden teilweise Fischmehl und Fischöl als Bestandteile der verwendeten Futtermischungen verwendet.

### Aquaristik
Zu den gängigsten Futtertieren, die in der Aquaristik lebend eingesetzt werden, zählen Salzwasserkrebschen, Zuckmückenlarven, Essigälchen und Wasserflöhe.

### Als Köder beim Angeln

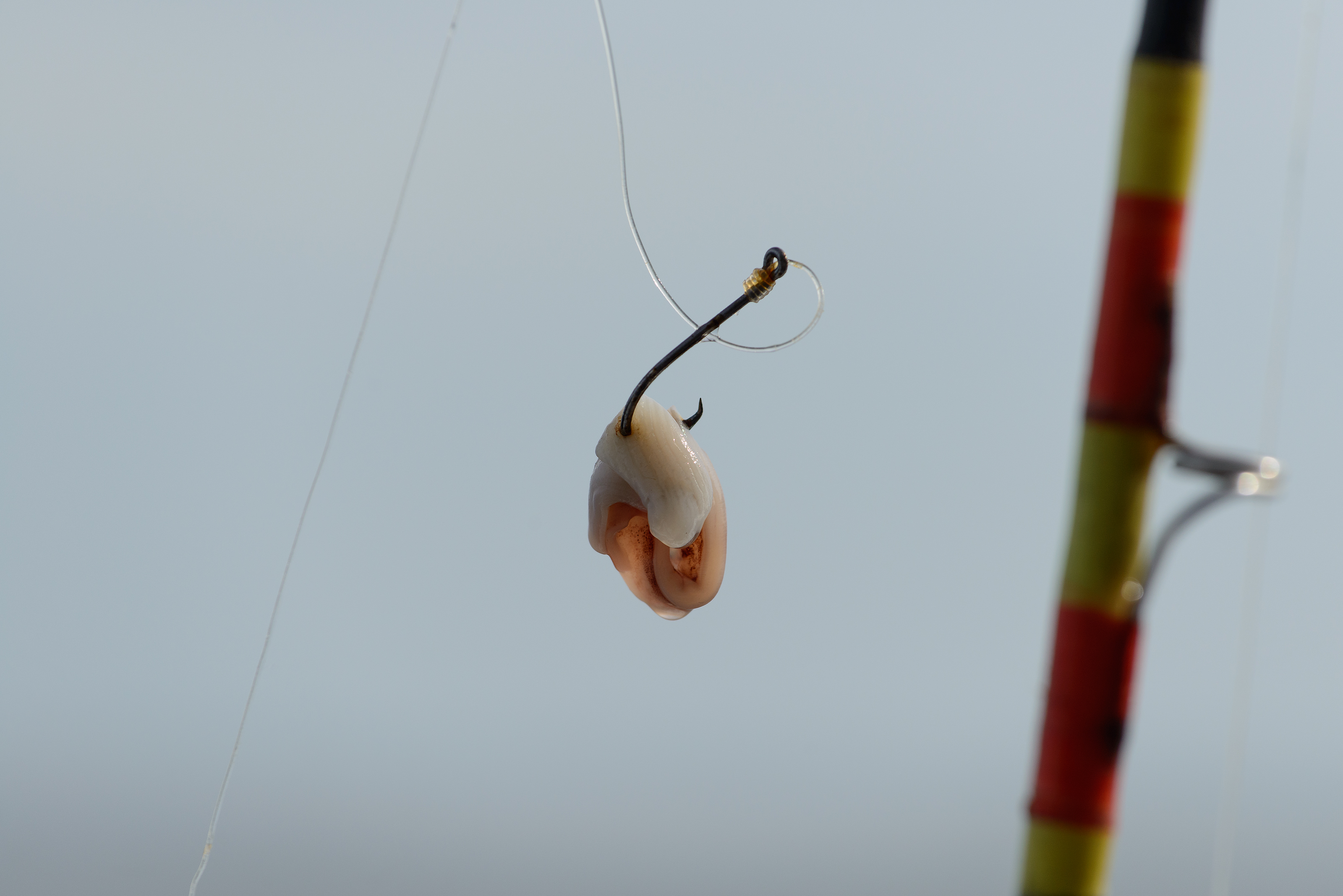
Muschelfleisch als Angelköder

Angler bevorzugen vielfach lebende Köder (auch Lebendköder genannt), da diese Fische durch ihre Bewegung anlocken. 
Zu den als Köder verwendete Tieren, zählen:
- Würmer, wie Regenwürmer oder Wattwürmer
- Schalentiere, insbesondere ausgelöste Muscheln
- Insektenlarven und Maden

Mittlerweile gibt es auch Angler, die sogenannte „Futterkörbe“ (engl. Feeder) verwenden, in denen das Lebendfutter, wie Maden, Rattenschwanzlarven oder Würmer, nicht auf einen Angelhaken gespießt, sondern im Ganzen eingeschlossen werden.

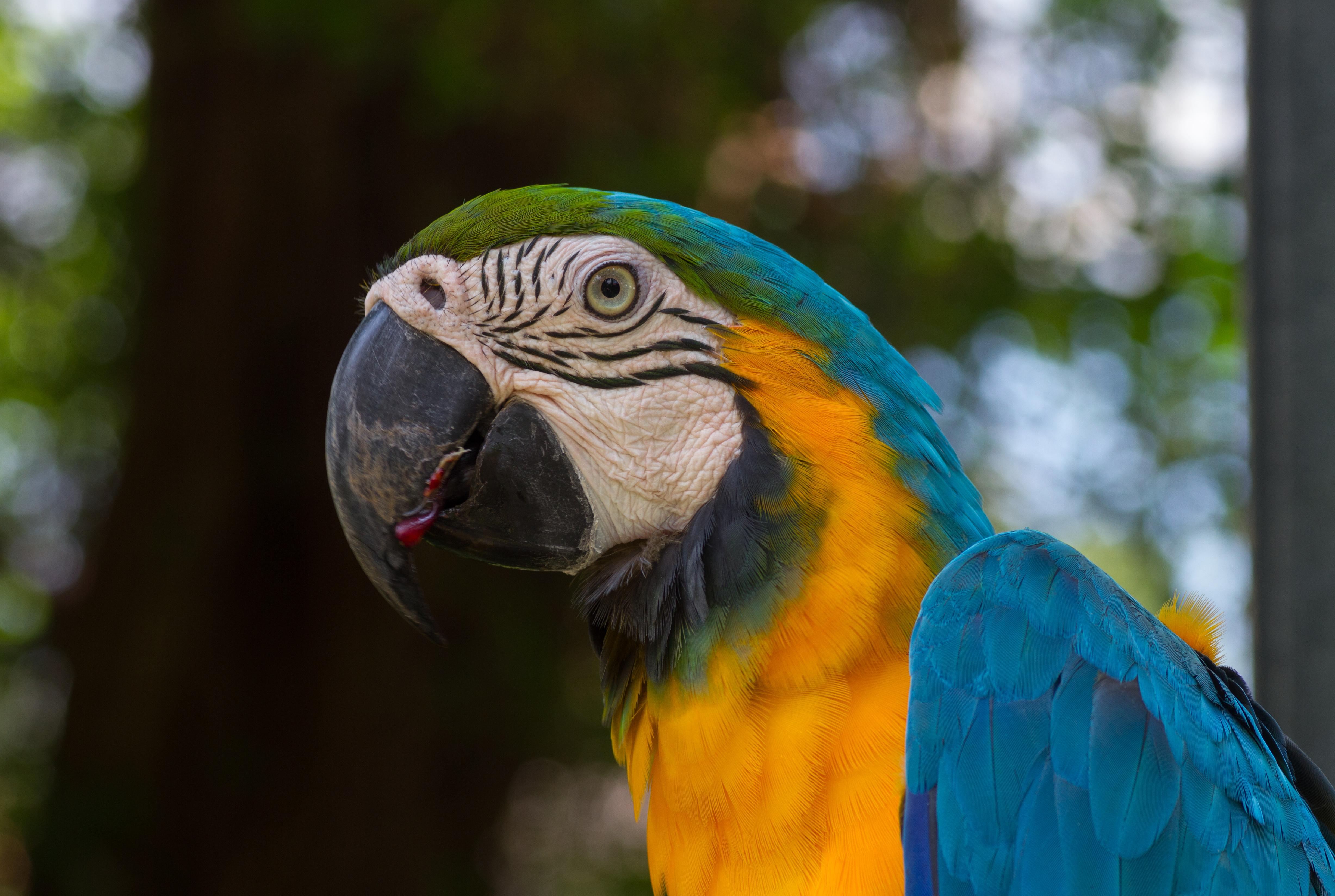
Großpapageien wie Aras sind Allesfresser, die in freier Wildbahn auch tierische Nahrung verzehren

Eine weitere Methode, um Fische wie z. B. Rotaugen anzulocken, besteht darin, selbst gemachte Futterbälle ins Wasser zu werfen, die Paniermehl und Maden enthalten und Fische anlocken, während sie sich im Wasser auflösen.

## Für Vögel
In Vogelparks, Zoos und Wildparks werden auch Vögel, wie z. B. Greifvögel gehalten, die auf tierische Nahrung angewiesen sind. Darüber hinaus sind in der Heimtierhaltung Vogelarten wie z. B. Papageien beliebt, bei denen tierische Nahrung, wie Käfer, Heuschrecken, Grillen, Schmetterlingsraupen und Ameisen, einen Teil der artgerechten Ernährung ausmachen.

## Für Reptilien

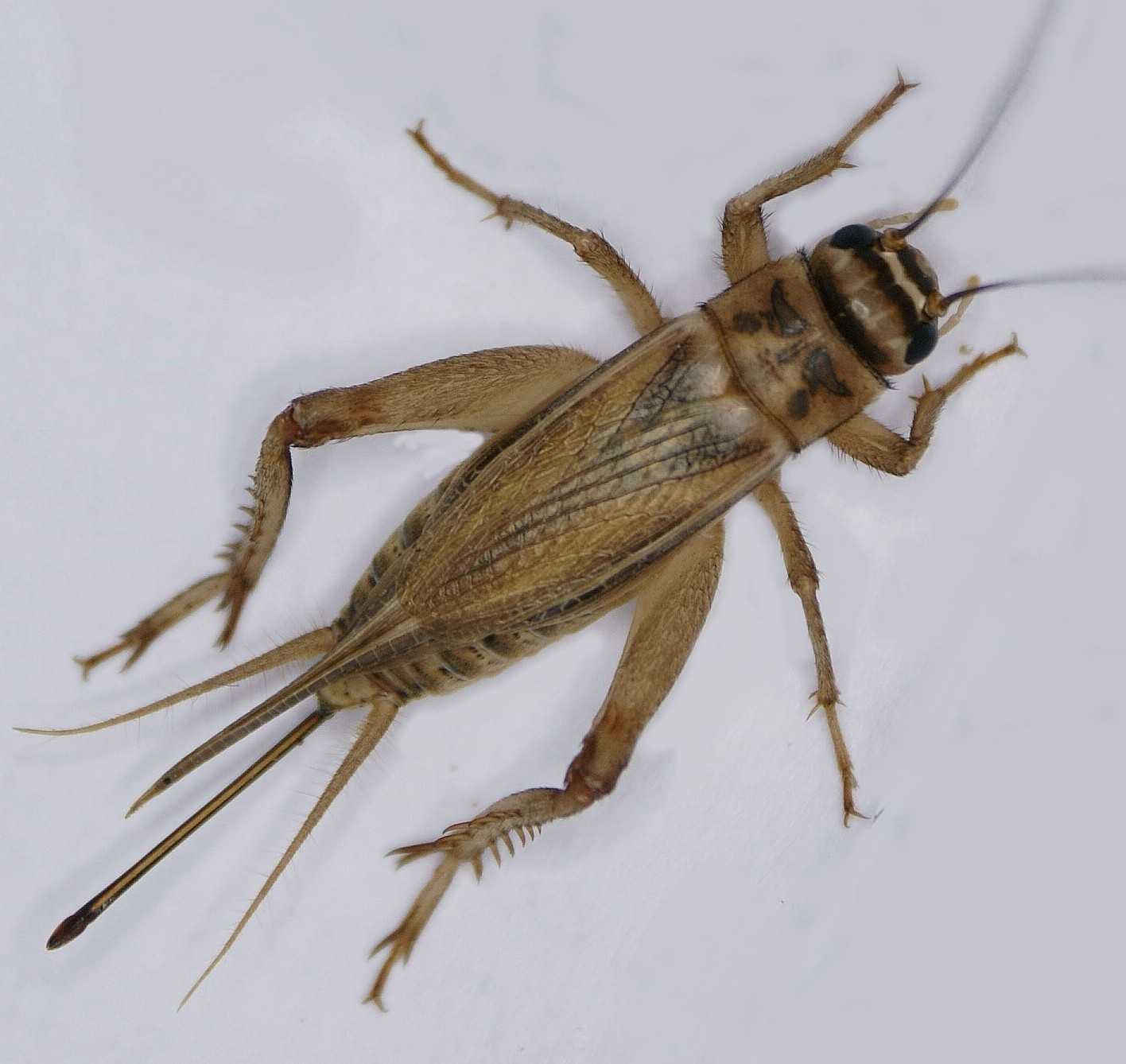
Für den Einsatz als Lebendfutter lassen sich Heimchen auch zu Hause züchten

Es gibt eine Reihe von Futtertieren, die sich in unterschiedlichen Bereichen der Terraristik gut für unterschiedliche Reptilien einsetzen lassen und zum Teil auch zu Hause nachgezüchtet werden können. Neben diversen Insekten (wie Heimchen) zählen auch kleine Krebstiere wie Asseln und kleine Wirbeltiere wie Mäuse dazu.
Reptilien, insbesondere Schlangen, werden auch mit Säugetieren wie Mäusen, Ratten, Hamstern, Meerschweinchen oder Kaninchen gefüttert, die lebend oder tot verkauft und den Heimtieren angeboten werden. Hierbei gelten, je nach Standort, Tierschutzbestimmungen, durch welche den verfütterten Tieren unnötige Qualen erspart werden sollen.
Bei der Haltung von Schlammschildkröten (wie z. B. der Gewöhnlichen Moschusschildkröte) wird empfohlen, tiefgekühlt erhältliche Wirbellose sowie Süßwasserfische und Muschelfleisch durch Lebendfutter wie Mehlkäferlarven (Mehlwürmer) und Wasserflöhe zu ergänzen.
In der Ernährung von Schuppenkriechtieren wie Geckos, Eidechsen, Anolisechsen und Krötenechsen kommen u. a. Insekten wie z. B. Bohnenkäfer vor (wie der Speisebohnenkäfer als Futtertiere verwendet), die auch von Kröten und einigen Vogelarten gern gefressen werden.